# Lakva Sim
Lakva Sim, de son vrai nom Dugarbaataryn Lkhagva, est un boxeur mongol né le 10 mars 1972 à Oulan-Bator.

## Carrière
Passé professionnel en 1995, il devient champion du monde des super-plumes WBA le 27 juin 1999 après sa victoire au 5e round contre Takanori Hatakeyama. Battu dès le combat suivant par Jong Kwon Baek le 31 octobre 1999, il s'empare du titre vacant des poids légers WBA le 10 avril 2004 aux dépens de Miguel Callist. Sim perd sa ceinture contre Juan Diaz le 17 juillet 2004 et met un terme à sa carrière en 2005 sur un bilan de 21 victoires, 4 défaites et 1 match nul.